# Massacres de Maratha, Santalaris i Aloda
Les Massacres de Maratha, Santalaris i Aloda (turc: Muratağa, Sandallar ve Atlılar katliamı) foren unes matances de turcoxipriotes realitzades per l'EOKA B el 14 d'agost de 1974 en el transcurs de la Invasió turca de Xipre als pobles de Maratha, Santalaris i Aloda. 89 (o 84) turcs de Maratha i Santalaris varen morir, així com 37 habitants turcs d'Aloda. En total, 126 persones foren assassinades durant les massacres.

## Antecedents
Segons un cens realitzat el 1960, els habitants dels tres pobles eren tots turcs xipirotes. La població total de Maratha i Santalaris era de 207 habitants. El 1973 la població total dels pobles havia pujat a 270, repartits en 124 a Maratha, 100 a Santalaris i 46 a Aloda. No obstant, el juliol del 1974, després de la primera Invasió turca de Xipre, tots els homes en edat militar forent internats com a presoners de guerra en camps situats a Famagusta, primer, i a Limassol, després.

## Massacre
El 20 de juliol de 1974 els homes dels pobles foren arrestats per l'EOKA-B i enviats a Limassol. Posteriorment, segons testimons citats per Sevgül Uludağ, els homes de l'EOKA-B de la població veïna de Peristeronopigi van anar cap allà, es van emborratxar al campament establert a la cafeteria del poble, van disparar trets a l'aire, i finalment van violar diverses dones i joves. Les violacions posteriorment s'extendrien a nois, succeint-se ininterrompudament fins al 14 d'agost d'aquell any. Després de l'inici de la segona invasió, es va decidir no deixar cap testimoni i matar a tota la població dels pobles present en aquell moment.
A Maratha i Santalaris es va assassinar entre 84 i 89 persones. L'imam de Maratha va dir que hi havia 90 persones al poble abans de la massacre, i que només hi quedaven 6 persones després. Elderly people and children were also killed during the massacre. A Aloda només van poder escapar 3 persones. Els habitants dels tres pobles foren enterrats en fosses comunes cavades amb buldòzers. Els habitants de Maratha i Santalaris foren enterrats en la mateixa fossa.
Associated Press va descriure els cossos com a "tant malmesos i descompostos que es desfan en peces quan els soldats els treuen amb pales". Milliyet va explicar que parts dels cossos havien estat arrancades amb eines afilades; a més, va afirmar que s'havien utilitzat metralladores durant la massacre.
Segons l'escriptor grecoxipriota i investigador Tony Angastiniotis, com a mínim un dels atacants tenia accent de la Grècia continental, fet que suggereix que era un oficial grec.

## Reaccions
Les Nacions Unides van descriure la massacre com un crim contra la humanitat, exposant que "constitueix un crim més contra la humanitat comès per homes armats grecs i grecs xipriotes." La massacre fou publicada en la premsa internacional, inclosos diaris com el The Guardian i el The Times.
Rauf Denktaş va postergar una reunió amb els grecoxipriotes després de la descoberta de la fossa comuna.